# Arabia Saudita en la Copa Oro de la Concacaf 2025

## Plantel
Entrenador:  Hervé Renard
La plantilla definitiva del equipo fue anunciada el 11 de junio.
| No. | Pos. | Jugador               | Fecha de nacimiento (edad)         | Apa. | Goles | Club       |
| --- | ---- | --------------------- | ---------------------------------- | ---- | ----- | ---------- |
| 1   | POR  | Nawaf Al-Aqidi        | 10 de mayo de 2000 (25 años)       | 9    | 0     | Al-Fateh   |
| 2   | DEF  | Muhannad Al-Shanqeeti | 12 de marzo de 1999 (26 años)      | 4    | 0     | Al-Ittihad |
| 3   | DEF  | Salem Al-Najdi        | 27 de enero de 2003 (22 años)      | 0    | 0     | Al-Nassr   |
| 4   | DEF  | Abdulelah Al-Amri     | 15 de enero de 1997 (28 años)      | 29   | 1     | Al-Ittihad |
| 5   | DEF  | Abdullah Madu         | 15 de julio de 1993 (31 años)      | 16   | 0     | Al-Ettifaq |
| 6   | MED  | Ali Al-Hassan         | 4 de marzo de 1997 (28 años)       | 14   | 1     | Al-Nassr   |
| 7   | MED  | Mukhtar Ali           | 30 de 19 de 1997 (27 años)         | 13   | 0     | Al-Ettifaq |
| 8   | DEL  | Marwan Al-Sahafi      | 17 de febrero de 2004 (21 años)    | 9    | 0     | Beerschot  |
| 9   | DEL  | Firas Al-Buraikan     | 14 de mayo de 2000 (25 años)       | 51   | 9     | Al-Ahli    |
| 10  | MED  | Faisal Al-Ghamdi      | 13 de agosto de 2001 (23 años)     | 15   | 1     | Beerschot  |
| 11  | DEL  | Saleh Al-Shehri       | 1 de noviembre de 1993 (31 años)   | 40   | 16    | Al-Ittihad |
| 12  | DEF  | Saud Abdulhamid       | 18 de julio de 1999 (25 años)      | 44   | 1     | Roma       |
| 13  | DEF  | Nawaf Boushal         | 16 de septiembre de 1999 (25 años) | 8    | 0     | Al-Nassr   |
| 14  | DEF  | Hassan Kadesh         | 27 de septiembre de 1992 (32 años) | 14   | 2     | Al-Ittihad |
| 15  | MED  | Ayman Yahya           | 14 de mayo de 2001 (24 años)       | 15   | 0     | Al-Nassr   |
| 16  | MED  | Ziyad Al-Johani       | 11 de noviembre de 2001 (23 años)  | 3    | 0     | Al-Ahli    |
| 17  | MED  | Mohammed Bakor        | 8 de abril de 2004 (21 años)       | 0    | 0     | Al-Ahli    |
| 18  | MED  | Muhannad Al-Saad      | 29 de junio de 2003 (21 años)      | 0    | 0     | Dunkerque  |
| 19  | MED  | Turki Al-Ammar        | 23 de septiembre de 1999 (25 años) | 10   | 1     | Al-Qadsiah |
| 20  | DEL  | Abdullah Al-Salem     | 19 de diciembre de 1992 (32 años)  | 1    | 0     | Al-Khaleej |
| 21  | POR  | Abdulrahman Al-Sanbi  | 3 de febrero de 2001 (24 años)     | 0    | 0     | Al-Ahli    |
| 22  | POR  | Ahmed Al-Kassar       | 8 de mayo de 1991 (34 años)        | 8    | 0     | Al-Qadsiah |
| 23  | MED  | Ali Al-Asmari         | 12 de enero de 1997 (28 años)      | 5    | 0     | Al-Ahli    |
| 24  | MED  | Abdulrahman Al-Aboud  | 1 de junio de 1995 (30 años)       | 7    | 2     | Al-Ittihad |
| 25  | MED  | Hammam Al-Hammami     | 30 de enero de 2004 (21 años)      | 0    | 0     | Al-Kholood |
| 26  | DEF  | Ali Majrashi          | 1 de octubre de 1999 (25 años)     | 6    | 0     | Al-Ahli    |

## Participación

### Partidos
| Fecha       | Lugar     | Instancia        |                |                           | Resultado |                              |                   |
| ----------- | --------- | ---------------- | -------------- | ------------------------- | --------- | ---------------------------- | ----------------- |
| 15 de junio | San Diego | Fase de grupos   | Haití          | Bandera de Haití          | 0:1 (0:1) | Bandera de Arabia Saudita    | Arabia Saudita    |
| 19 de junio | Austin    | Fase de grupos   | Arabia Saudita | Bandera de Arabia Saudita | 0:1 (0:0) | Bandera de Estados Unidos    | Estados Unidos    |
| 22 de junio | Paradise  | Fase de grupos   | Arabia Saudita | Bandera de Arabia Saudita | 1:1 (0:1) | Bandera de Trinidad y Tobago | Trinidad y Tobago |
| 28 de junio | Glendale  | Cuartos de final | México         | Bandera de México         | 2:0 (0:0) | Bandera de Arabia Saudita    | Arabia Saudita    |

### Grupo D
| Selección         | Pts | PJ | PG | PE | PP | GF | GC | Dif |
| ----------------- | --- | -- | -- | -- | -- | -- | -- | --- |
| Estados Unidos    | 9   | 3  | 3  | 0  | 0  | 8  | 1  | 7   |
| Arabia Saudita    | 4   | 3  | 1  | 1  | 1  | 2  | 2  | 0   |
| Trinidad y Tobago | 2   | 3  | 0  | 2  | 1  | 2  | 7  | –5  |
| Haití             | 1   | 3  | 0  | 1  | 2  | 2  | 4  | –2  |

#### Haití vs. Arabia Saudita
| 15 de junio | Haití | 0:1 (0:1) | Arabia Saudita       | Snapdragon Stadium, San Diego                                           |                                                                         |
| 20:15       |       | Reporte   | Al-Shehri 21' (pen.) | Asistencia: 7 736 espectadores Árbitro(s): Walter López VAR: Diego Ojer | Asistencia: 7 736 espectadores Árbitro(s): Walter López VAR: Diego Ojer |

| 1          | Guardameta     | Johny Placide        |     |
| 2          | Defensa        | Carlens Arcus        |     |
| 4          | Defensa        | Ricardo Adé          |     |
| 22         | Defensa        | Jean-Kévin Duverne   |     |
| 8          | Defensa        | Martin Expérience    |     |
| 10         | Centrocampista | Louicius Don Deedson | 62' |
| 14         | Centrocampista | Leverton Pierre      | 84' |
| 17         | Centrocampista | Danley Jean Jacques  |     |
| 9          | Centrocampista | Duckens Nazon        | 74' |
| 21         | Delantero      | Christopher Attys    | 84' |
| 20         | Delantero      | Frantzdy Pierrot     |     |
| Entrenador | Entrenador     | Sébastien Migné      |     |

| 1          | Guardameta     | Nawaf Al-Aqidi    |     |
| 12         | Defensa        | Saud Abdulhamid   |     |
| 4          | Defensa        | Abdulelah Al-Amri |     |
| 14         | Defensa        | Hassan Kadesh     | 32' |
| 13         | Defensa        | Nawaf Boushal     |     |
| 6          | Centrocampista | Ali Al-Hassan     |     |
| 10         | Centrocampista | Faisal Al-Ghamdi  | 46' |
| 25         | Centrocampista | Hammam Al-Hammami | 46' |
| 16         | Centrocampista | Ziyad Al-Johani   |     |
| 8          | Centrocampista | Marwan Al-Sahafi  | 83' |
| 11         | Delantero      | Saleh Al-Shehri   | 62' |
| Entrenador | Entrenador     | Hervé Renard      |     |

| 18 | Delantero      | Ruben Providence | 62' |
| 11 | Centrocampista | Dany Jean        | 74' |
| 5  | Centrocampista | Carl Sainté      | 84' |
| 16 | Delantero      | Mondy Prunier    | 84' |

| 5  | Defensa        | Abdullah Madu        | 32' |
| 24 | Centrocampista | Abdulrahman Al-Aboud | 46' |
| 15 | Centrocampista | Ayman Yahya          | 46' |
| 9  | Delantero      | Firas Al-Buraikan    | 62' |
| 19 | Centrocampista | Turki Al-Ammar       | 83' |

| Anotado | 21' | Saleh Al-Shehri | 0:1 |

| Amonestado | 17'   | Leverton Pierre    |
| Amonestado | 50'   | Frantzdy Pierrot   |
| Amonestado | 89'   | Jean-Kévin Duverne |
| Amonestado | 90+3' | Dany Jean          |

| Amonestado | 52' | Abdullah Madu |

| Árbitro                     | Walter López     |
| Árbitros asistentes         | Keytzel Corrales |
| Árbitros asistentes         | Helpys Feliz     |
| Cuarto árbitro              | Julio Luna       |
| VAR                         | Diego Ojer       |
| Árbitros asistentes del VAR | Yasith Monge     |

| 1          | Guardameta     | Johny Placide        |     |
| 2          | Defensa        | Carlens Arcus        |     |
| 4          | Defensa        | Ricardo Adé          |     |
| 22         | Defensa        | Jean-Kévin Duverne   |     |
| 8          | Defensa        | Martin Expérience    |     |
| 10         | Centrocampista | Louicius Don Deedson | 62' |
| 14         | Centrocampista | Leverton Pierre      | 84' |
| 17         | Centrocampista | Danley Jean Jacques  |     |
| 9          | Centrocampista | Duckens Nazon        | 74' |
| 21         | Delantero      | Christopher Attys    | 84' |
| 20         | Delantero      | Frantzdy Pierrot     |     |
| Entrenador | Entrenador     | Sébastien Migné      |     |

| 1          | Guardameta     | Nawaf Al-Aqidi    |     |
| 12         | Defensa        | Saud Abdulhamid   |     |
| 4          | Defensa        | Abdulelah Al-Amri |     |
| 14         | Defensa        | Hassan Kadesh     | 32' |
| 13         | Defensa        | Nawaf Boushal     |     |
| 6          | Centrocampista | Ali Al-Hassan     |     |
| 10         | Centrocampista | Faisal Al-Ghamdi  | 46' |
| 25         | Centrocampista | Hammam Al-Hammami | 46' |
| 16         | Centrocampista | Ziyad Al-Johani   |     |
| 8          | Centrocampista | Marwan Al-Sahafi  | 83' |
| 11         | Delantero      | Saleh Al-Shehri   | 62' |
| Entrenador | Entrenador     | Hervé Renard      |     |

| 18 | Delantero      | Ruben Providence | 62' |
| 11 | Centrocampista | Dany Jean        | 74' |
| 5  | Centrocampista | Carl Sainté      | 84' |
| 16 | Delantero      | Mondy Prunier    | 84' |

| 5  | Defensa        | Abdullah Madu        | 32' |
| 24 | Centrocampista | Abdulrahman Al-Aboud | 46' |
| 15 | Centrocampista | Ayman Yahya          | 46' |
| 9  | Delantero      | Firas Al-Buraikan    | 62' |
| 19 | Centrocampista | Turki Al-Ammar       | 83' |

| Anotado | 21' | Saleh Al-Shehri | 0:1 |

| Amonestado | 17'   | Leverton Pierre    |
| Amonestado | 50'   | Frantzdy Pierrot   |
| Amonestado | 89'   | Jean-Kévin Duverne |
| Amonestado | 90+3' | Dany Jean          |

| Amonestado | 52' | Abdullah Madu |

| Árbitro                     | Walter López     |
| Árbitros asistentes         | Keytzel Corrales |
| Árbitros asistentes         | Helpys Feliz     |
| Cuarto árbitro              | Julio Luna       |
| VAR                         | Diego Ojer       |
| Árbitros asistentes del VAR | Yasith Monge     |

| Estadísticas      | Bandera de Haití | Bandera de Arabia Saudita |
| Tiros             | 13               | 7                         |
| Tiros a puerta    | 5                | 4                         |
| Faltas            | 15               | 13                        |
| Saques de esquina | 11               | 1                         |
| Penaltis          | 0                | 1                         |
| Fueras de juego   | 7                | 4                         |
| Posesión de balón | 60%              | 40%                       |

#### Arabia Saudita vs. Estados Unidos
| 19 de junio | Arabia Saudita | 0:1 (0:0) | Estados Unidos | Q2 Stadium, Austin                                                       |                                                                          |
| 21:15       |                | Reporte   | Richards 63'   | Asistencia: 11 727 espectadores Árbitro(s): Marco Ortíz VAR: Óscar Mejía | Asistencia: 11 727 espectadores Árbitro(s): Marco Ortíz VAR: Óscar Mejía |

| 1          | Guardameta     | Nawaf Al-Aqidi       |     |
| 26         | Defensa        | Ali Majrashi         |     |
| 4          | Defensa        | Abdulelah Al-Amri    |     |
| 5          | Defensa        | Abdullah Madu        |     |
| 13         | Defensa        | Nawaf Boushal        | 75' |
| 12         | Centrocampista | Saud Abdulhamid      |     |
| 6          | Centrocampista | Ali Al-Hassan        | 58' |
| 16         | Centrocampista | Ziyad Al-Johani      |     |
| 24         | Delantero      | Abdulrahman Al-Aboud |     |
| 9          | Delantero      | Firas Al-Buraikan    | 85' |
| 15         | Delantero      | Ayman Yahya          | 57' |
| Entrenador | Entrenador     | Hervé Renard         |     |

| 25         | Guardameta     | Matt Freese         |     |
| 16         | Defensa        | Alex Freeman        | 88' |
| 3          | Defensa        | Chris Richards      |     |
| 13         | Defensa        | Tim Ream            |     |
| 18         | Defensa        | Maximilian Arfsten  |     |
| 8          | Centrocampista | Sebastian Berhalter |     |
| 14         | Centrocampista | Luca de la Torre    | 62' |
| 6          | Centrocampista | Jack McGlynn        | 62' |
| 10         | Centrocampista | Diego Luna          | 76' |
| 17         | Centrocampista | Malik Tillman       |     |
| 24         | Delantero      | Patrick Agyemang    | 88' |
| Entrenador | Entrenador     | Mauricio Pochettino |     |

| 11 | Delantero      | Saleh Al-Shehri   | 57' |
| 7  | Centrocampista | Mukhtar Ali       | 58' |
| 8  | Delantero      | Marwan Al-Sahafi  | 75' |
| 20 | Delantero      | Abdullah Al-Salem | 85' |

| 4  | Centrocampista | Tyler Adams      | 62' |
| 9  | Delantero      | Damion Downs     | 62' |
| 11 | Centrocampista | Brenden Aaronson | 76' |
| 12 | Defensa        | Miles Robinson   | 88' |
| 15 | Centrocampista | Johnny Cardoso   | 88' |

| Anotado | 63' | Chris Richards | 0:1 |

| Amonestado | 89' | Ziyad Al-Johani |

| Amonestado | 67' | Diego Luna          |
| Amonestado | 90' | Sebastian Berhalter |

| Árbitro                     | Marco Ortíz     |
| Árbitros asistentes         | Michel Morales  |
| Árbitros asistentes         | Jorge Sánchez   |
| Cuarto árbitro              | Bryan López     |
| VAR                         | Óscar Mejía     |
| Árbitros asistentes del VAR | Benjamín Pineda |

| 1          | Guardameta     | Nawaf Al-Aqidi       |     |
| 26         | Defensa        | Ali Majrashi         |     |
| 4          | Defensa        | Abdulelah Al-Amri    |     |
| 5          | Defensa        | Abdullah Madu        |     |
| 13         | Defensa        | Nawaf Boushal        | 75' |
| 12         | Centrocampista | Saud Abdulhamid      |     |
| 6          | Centrocampista | Ali Al-Hassan        | 58' |
| 16         | Centrocampista | Ziyad Al-Johani      |     |
| 24         | Delantero      | Abdulrahman Al-Aboud |     |
| 9          | Delantero      | Firas Al-Buraikan    | 85' |
| 15         | Delantero      | Ayman Yahya          | 57' |
| Entrenador | Entrenador     | Hervé Renard         |     |

| 25         | Guardameta     | Matt Freese         |     |
| 16         | Defensa        | Alex Freeman        | 88' |
| 3          | Defensa        | Chris Richards      |     |
| 13         | Defensa        | Tim Ream            |     |
| 18         | Defensa        | Maximilian Arfsten  |     |
| 8          | Centrocampista | Sebastian Berhalter |     |
| 14         | Centrocampista | Luca de la Torre    | 62' |
| 6          | Centrocampista | Jack McGlynn        | 62' |
| 10         | Centrocampista | Diego Luna          | 76' |
| 17         | Centrocampista | Malik Tillman       |     |
| 24         | Delantero      | Patrick Agyemang    | 88' |
| Entrenador | Entrenador     | Mauricio Pochettino |     |

| 11 | Delantero      | Saleh Al-Shehri   | 57' |
| 7  | Centrocampista | Mukhtar Ali       | 58' |
| 8  | Delantero      | Marwan Al-Sahafi  | 75' |
| 20 | Delantero      | Abdullah Al-Salem | 85' |

| 4  | Centrocampista | Tyler Adams      | 62' |
| 9  | Delantero      | Damion Downs     | 62' |
| 11 | Centrocampista | Brenden Aaronson | 76' |
| 12 | Defensa        | Miles Robinson   | 88' |
| 15 | Centrocampista | Johnny Cardoso   | 88' |

| Anotado | 63' | Chris Richards | 0:1 |

| Amonestado | 89' | Ziyad Al-Johani |

| Amonestado | 67' | Diego Luna          |
| Amonestado | 90' | Sebastian Berhalter |

| Árbitro                     | Marco Ortíz     |
| Árbitros asistentes         | Michel Morales  |
| Árbitros asistentes         | Jorge Sánchez   |
| Cuarto árbitro              | Bryan López     |
| VAR                         | Óscar Mejía     |
| Árbitros asistentes del VAR | Benjamín Pineda |

| Estadísticas      | Bandera de Arabia Saudita | Bandera de Estados Unidos |
| Tiros             | 3                         | 5                         |
| Tiros a puerta    | 1                         | 3                         |
| Faltas            | 7                         | 10                        |
| Saques de esquina | 2                         | 4                         |
| Penaltis          | 0                         | 0                         |
| Fueras de juego   | 3                         | 3                         |
| Posesión de balón | 33%                       | 67%                       |

#### Arabia Saudita vs. Trinidad y Tobago
| 22 de junio | Arabia Saudita  | 1:1 (0:1) | Trinidad y Tobago | Allegiant Stadium, Paradise                                                      |                                                                                  |
| 19:00       | Al-Buraikan 60' | Reporte   | Sealy 10'         | Asistencia: 35 000 espectadores Árbitro(s): Keylor Herrera VAR: Daneon Parchment | Asistencia: 35 000 espectadores Árbitro(s): Keylor Herrera VAR: Daneon Parchment |

| 1          | Guardameta     | Nawaf Al-Aqidi       |     |
| 26         | Defensa        | Ali Majrashi         |     |
| 4          | Defensa        | Abdulelah Al-Amri    |     |
| 5          | Defensa        | Abdullah Madu        |     |
| 12         | Defensa        | Saud Abdulhamid      |     |
| 16         | Centrocampista | Ziyad Al-Johani      |     |
| 7          | Centrocampista | Mukhtar Ali          | 46' |
| 15         | Centrocampista | Ayman Yahya          | 46' |
| 9          | Delantero      | Firas Al-Buraikan    |     |
| 11         | Delantero      | Saleh Al-Shehri      | 80' |
| 24         | Delantero      | Abdulrahman Al-Aboud | 80' |
| Entrenador | Entrenador     | Hervé Renard         |     |

| 1          | Guardameta     | Marvin Phillip  |     |
| 17         | Defensa        | Rio Cardines    |     |
| 16         | Defensa        | Alvin Jones     |     |
| 5          | Defensa        | Justin Garcia   |     |
| 6          | Defensa        | Andre Raymond   |     |
| 15         | Centrocampista | Dante Sealy     | 80' |
| 18         | Centrocampista | Andre Rampersad |     |
| 10         | Centrocampista | Kevin Molino    | 66' |
| 8          | Centrocampista | Daniel Phillips | 66' |
| 20         | Centrocampista | Real Gill       | 71' |
| 11         | Delantero      | Levi García     |     |
| Entrenador | Entrenador     | Dwight Yorke    |     |

| 19 | Centrocampista | Turki Al-Ammar   | 46' |
| 6  | Centrocampista | Ali Al-Hassan    | 46' |
| 8  | Delantero      | Marwan Al-Sahafi | 80' |
| 13 | Defensa        | Nawaf Boushal    | 80' |

| 19 | Centrocampista | Ajani Fortune 66'   | 80' |
| 7  | Centrocampista | Steffen Yeates 66'  |     |
| 9  | Centrocampista | Nathaniel James 71' |     |
| 3  | Defensa        | Joevin Jones        | 80' |
| 25 | Defensa        | Kaihim Thomas 80'   |     |

| Anotado | 60' | Firas Al-Buraikan | 1:1 |

| Anotado | 10' | Dante Sealy | 0:1 |

| Amonestado | 75' | Ali Majrashi |

| Amonestado | 39' | Daniel Phillips |

| Árbitro                     | Por definir |
| Árbitros asistentes         | Por definir |
| Árbitros asistentes         | Por definir |
| Cuarto árbitro              | Por definir |
| VAR                         | Por definir |
| Árbitros asistentes del VAR | Por definir |
| Árbitros asistentes del VAR | Por definir |

| 1          | Guardameta     | Nawaf Al-Aqidi       |     |
| 26         | Defensa        | Ali Majrashi         |     |
| 4          | Defensa        | Abdulelah Al-Amri    |     |
| 5          | Defensa        | Abdullah Madu        |     |
| 12         | Defensa        | Saud Abdulhamid      |     |
| 16         | Centrocampista | Ziyad Al-Johani      |     |
| 7          | Centrocampista | Mukhtar Ali          | 46' |
| 15         | Centrocampista | Ayman Yahya          | 46' |
| 9          | Delantero      | Firas Al-Buraikan    |     |
| 11         | Delantero      | Saleh Al-Shehri      | 80' |
| 24         | Delantero      | Abdulrahman Al-Aboud | 80' |
| Entrenador | Entrenador     | Hervé Renard         |     |

| 1          | Guardameta     | Marvin Phillip  |     |
| 17         | Defensa        | Rio Cardines    |     |
| 16         | Defensa        | Alvin Jones     |     |
| 5          | Defensa        | Justin Garcia   |     |
| 6          | Defensa        | Andre Raymond   |     |
| 15         | Centrocampista | Dante Sealy     | 80' |
| 18         | Centrocampista | Andre Rampersad |     |
| 10         | Centrocampista | Kevin Molino    | 66' |
| 8          | Centrocampista | Daniel Phillips | 66' |
| 20         | Centrocampista | Real Gill       | 71' |
| 11         | Delantero      | Levi García     |     |
| Entrenador | Entrenador     | Dwight Yorke    |     |

| 19 | Centrocampista | Turki Al-Ammar   | 46' |
| 6  | Centrocampista | Ali Al-Hassan    | 46' |
| 8  | Delantero      | Marwan Al-Sahafi | 80' |
| 13 | Defensa        | Nawaf Boushal    | 80' |

| 19 | Centrocampista | Ajani Fortune 66'   | 80' |
| 7  | Centrocampista | Steffen Yeates 66'  |     |
| 9  | Centrocampista | Nathaniel James 71' |     |
| 3  | Defensa        | Joevin Jones        | 80' |
| 25 | Defensa        | Kaihim Thomas 80'   |     |

| Anotado | 60' | Firas Al-Buraikan | 1:1 |

| Anotado | 10' | Dante Sealy | 0:1 |

| Amonestado | 75' | Ali Majrashi |

| Amonestado | 39' | Daniel Phillips |

| Árbitro                     | Por definir |
| Árbitros asistentes         | Por definir |
| Árbitros asistentes         | Por definir |
| Cuarto árbitro              | Por definir |
| VAR                         | Por definir |
| Árbitros asistentes del VAR | Por definir |
| Árbitros asistentes del VAR | Por definir |

| Estadísticas      | Bandera de Arabia Saudita | Bandera de Trinidad y Tobago |
| Tiros             | 14                        | 6                            |
| Tiros a puerta    | 4                         | 3                            |
| Faltas            | 13                        | 12                           |
| Saques de esquina | 3                         | 4                            |
| Penaltis          | 0                         | 0                            |
| Fueras de juego   | 1                         | 0                            |
| Posesión de balón | 66%                       | 34%                          |

### Cuartos de final

#### México vs. Arabia Saudita
| 28 de junio | México                     | 2:0 (0:0) | Arabia Saudita | State Farm Stadium, Glendale                                                   |                                                                                |
| 22:15       | Vega 49' · Madu 81' (a.g.) | Reporte   |                | Asistencia: 45 255 espectadores Árbitro(s): Lucasz Szpala VAR: Edvin Jurisevic | Asistencia: 45 255 espectadores Árbitro(s): Lucasz Szpala VAR: Edvin Jurisevic |

| 1          | Guardameta     | Luis Malagón     |     |
| 22         | Defensa        | Julián Araujo    |     |
| 4          | Defensa        | Edson Álvarez    |     |
| 5          | Defensa        | Johan Vásquez    |     |
| 23         | Defensa        | Jesús Gallardo   | 60' |
| 14         | Centrocampista | Marcel Ruiz      |     |
| 6          | Centrocampista | Erik Lira        |     |
| 7          | Centrocampista | Gilberto Mora    | 73' |
| 25         | Delantero      | Roberto Alvarado | 85' |
| 9          | Delantero      | Raúl Jiménez     | 60' |
| 10         | Delantero      | Alexis Vega      | 73' |
| Entrenador | Entrenador     | Javier Aguirre   |     |

| 1          | Guardameta     | Nawaf Al-Aqidi       |     |
| 26         | Defensa        | Ali Majrashi         | 69' |
| 4          | Defensa        | Abdulelah Al-Amri    | 53' |
| 5          | Defensa        | Abdullah Madu        |     |
| 13         | Defensa        | Nawaf Boushal        |     |
| 12         | Centrocampista | Saud Abdulhamid      |     |
| 6          | Centrocampista | Ali Al-Hassan        | 88' |
| 16         | Centrocampista | Ziyad Al-Johani      |     |
| 24         | Delantero      | Abdulrahman Al-Aboud | 69' |
| 9          | Delantero      | Firas Al-Buraikan    |     |
| 11         | Delantero      | Saleh Al-Shehri      | 69' |
| Entrenador | Entrenador     | Hervé Renard         |     |

| 26 | Defensa        | Mateo Chávez     | 60' |
| 11 | Delantero      | Santiago Giménez | 60' |
| 16 | Delantero      | Julián Quiñones  | 73' |
| 8  | Centrocampista | Carlos Rodríguez | 73' |
| 17 | Centrocampista | Orbelín Pineda   | 85' |

| 17 | Centrocampista | Mohammed Bakor    | 53' |
| 19 | Centrocampista | Turki Al-Ammar    | 69' |
| 8  | Delantero      | Marwan Al-Sahafi  | 69' |
| 20 | Delantero      | Abdullah Al-Salem | 69' |
| 10 | Centrocampista | Faisal Al-Ghamdi  | 88' |

| Anotado           | 49' | Alexis Vega   | 1:0 |
| Anotado · Autogol | 81' | Abdullah Madu | 2:0 |

| Amonestado | 45+8' | Jesús Gallardo |

| Amonestado | 45+8' | Ali Majrashi    |
| Amonestado | 78'   | Ziyad Al-Johani |

| Árbitro                     | Lukasz Szpala       |
| Árbitros asistentes         | Cory Richardson     |
| Árbitros asistentes         | Nick Uranga         |
| Cuarto árbitro              | Pierre-Luc Lauziere |
| VAR                         | Edvin Jurisevic     |
| Árbitros asistentes del VAR | Chris Penso         |

| 1          | Guardameta     | Luis Malagón     |     |
| 22         | Defensa        | Julián Araujo    |     |
| 4          | Defensa        | Edson Álvarez    |     |
| 5          | Defensa        | Johan Vásquez    |     |
| 23         | Defensa        | Jesús Gallardo   | 60' |
| 14         | Centrocampista | Marcel Ruiz      |     |
| 6          | Centrocampista | Erik Lira        |     |
| 7          | Centrocampista | Gilberto Mora    | 73' |
| 25         | Delantero      | Roberto Alvarado | 85' |
| 9          | Delantero      | Raúl Jiménez     | 60' |
| 10         | Delantero      | Alexis Vega      | 73' |
| Entrenador | Entrenador     | Javier Aguirre   |     |

| 1          | Guardameta     | Nawaf Al-Aqidi       |     |
| 26         | Defensa        | Ali Majrashi         | 69' |
| 4          | Defensa        | Abdulelah Al-Amri    | 53' |
| 5          | Defensa        | Abdullah Madu        |     |
| 13         | Defensa        | Nawaf Boushal        |     |
| 12         | Centrocampista | Saud Abdulhamid      |     |
| 6          | Centrocampista | Ali Al-Hassan        | 88' |
| 16         | Centrocampista | Ziyad Al-Johani      |     |
| 24         | Delantero      | Abdulrahman Al-Aboud | 69' |
| 9          | Delantero      | Firas Al-Buraikan    |     |
| 11         | Delantero      | Saleh Al-Shehri      | 69' |
| Entrenador | Entrenador     | Hervé Renard         |     |

| 26 | Defensa        | Mateo Chávez     | 60' |
| 11 | Delantero      | Santiago Giménez | 60' |
| 16 | Delantero      | Julián Quiñones  | 73' |
| 8  | Centrocampista | Carlos Rodríguez | 73' |
| 17 | Centrocampista | Orbelín Pineda   | 85' |

| 17 | Centrocampista | Mohammed Bakor    | 53' |
| 19 | Centrocampista | Turki Al-Ammar    | 69' |
| 8  | Delantero      | Marwan Al-Sahafi  | 69' |
| 20 | Delantero      | Abdullah Al-Salem | 69' |
| 10 | Centrocampista | Faisal Al-Ghamdi  | 88' |

| Anotado           | 49' | Alexis Vega   | 1:0 |
| Anotado · Autogol | 81' | Abdullah Madu | 2:0 |

| Amonestado | 45+8' | Jesús Gallardo |

| Amonestado | 45+8' | Ali Majrashi    |
| Amonestado | 78'   | Ziyad Al-Johani |

| Árbitro                     | Lukasz Szpala       |
| Árbitros asistentes         | Cory Richardson     |
| Árbitros asistentes         | Nick Uranga         |
| Cuarto árbitro              | Pierre-Luc Lauziere |
| VAR                         | Edvin Jurisevic     |
| Árbitros asistentes del VAR | Chris Penso         |

| Estadísticas      | Bandera de México | Bandera de Arabia Saudita |
| Tiros             | 14                | 1                         |
| Tiros a puerta    | 5                 | 0                         |
| Faltas            | 18                | 11                        |
| Saques de esquina | 7                 | 2                         |
| Penaltis          | 0                 | 0                         |
| Fueras de juego   | 1                 | 1                         |
| Posesión de balón | 60%               | 40%                       |